# Dixiecrat
El Partido Demócrata de los Derechos de los Estados (en inglés: States' Rights Democratic Party, generalmente llamado Dixiecrats) fue un partido político segregacionista de corta duración en los Estados Unidos. Se originó en 1948 como una facción disidente del Partido Demócrata, decidida a proteger los derechos de los estados para legislar la segregación racial de lo que sus miembros consideraban un gobierno federal opresivo.
Los partidarios asumieron el control parcial o completo de los partidos demócratas estatales en varios estados del sur. El Partido se opuso a la integración racial y quiso mantener las leyes Jim Crow y la supremacía blanca ante la posible intervención federal. Sus miembros fueron referidos como "Dixiecrats", un juego de palabras entre "Dixie", refiriéndose al sur de Estados Unidos, y "Demócrata".
En las elecciones presidenciales de 1948 el partido presentó la candidatura del gobernador de Carolina del Sur Strom Thurmond, quien obtuvo un 2.4% de la votación popular y 39 votos electorales, gracias a su victoria en Alabama, Louisiana, Misisipi y Carolina del Sur.
El partido no presentó candidatos en elecciones locales ni estatales, y después de las elecciones de 1948 sus líderes generalmente regresaron al Partido Demócrata.  Los Dixiecrats tuvieron poco impacto a corto plazo en la política. Sin embargo, sí tuvieron un impacto a largo plazo pues comenzaron el debilitamiento demócrata en el "Sur sólido" (el control total del Partido Demócrata de las elecciones presidenciales en el Sur).
El término "Dixiecrat" también es utilizado a veces por los demócratas del norte para referirse a los demócratas del sur conservadores desde la década de 1940 hasta la década de 1990, independientemente de cualquier opinión relacionada con la supremacía blanca o la segregación.